# Calendar Girl
Denna artikel handlar om sången Calendar Girl. För filmen Calender Girls från 2003, se Kalenderflickorna
Calendar Girl är en sång komponerad av Neil Sedaka (musik) och Howard Greenfield (text). Låten spelades in av Sedaka och gavs ut som singel 1961. Den nådde som högt placeringen #4 på Billboardlistan  och #8 på den brittiska singellistan.
I sångtexten skriver jag-personen i sin dagbok om årets månader, vilka associeras till flickvännen. Flera av månaderna relaterar till någon av de amerikanska helgdagarna under året, med varje månad som ett skäl att fira. 
Låten kom i coverversion på  Sven-Ingvars (då Sven-Ingvars kvartetts) andra EP 1961. 

## Svensk version
Calendar Girl har även översatt till svenska, då med titeln Kalenderflickan. Bland de som spelat in den återfinns:
- Flamingokvintetten på albumet Chin Chin 1969
- Larz-Kristerz på albumet Stuffparty 1 2003
- Rolandz på albumet Efter regn kommer solsken 2009. [2]

### Fotnoter
1. ↑  History of Rock: Neil Sedaka
2. ↑  ”Svensk mediedatabas”. http://smdb.kb.se/catalog/id/002546211. Läst 26 maj 2011.